# Laguna Cañapa

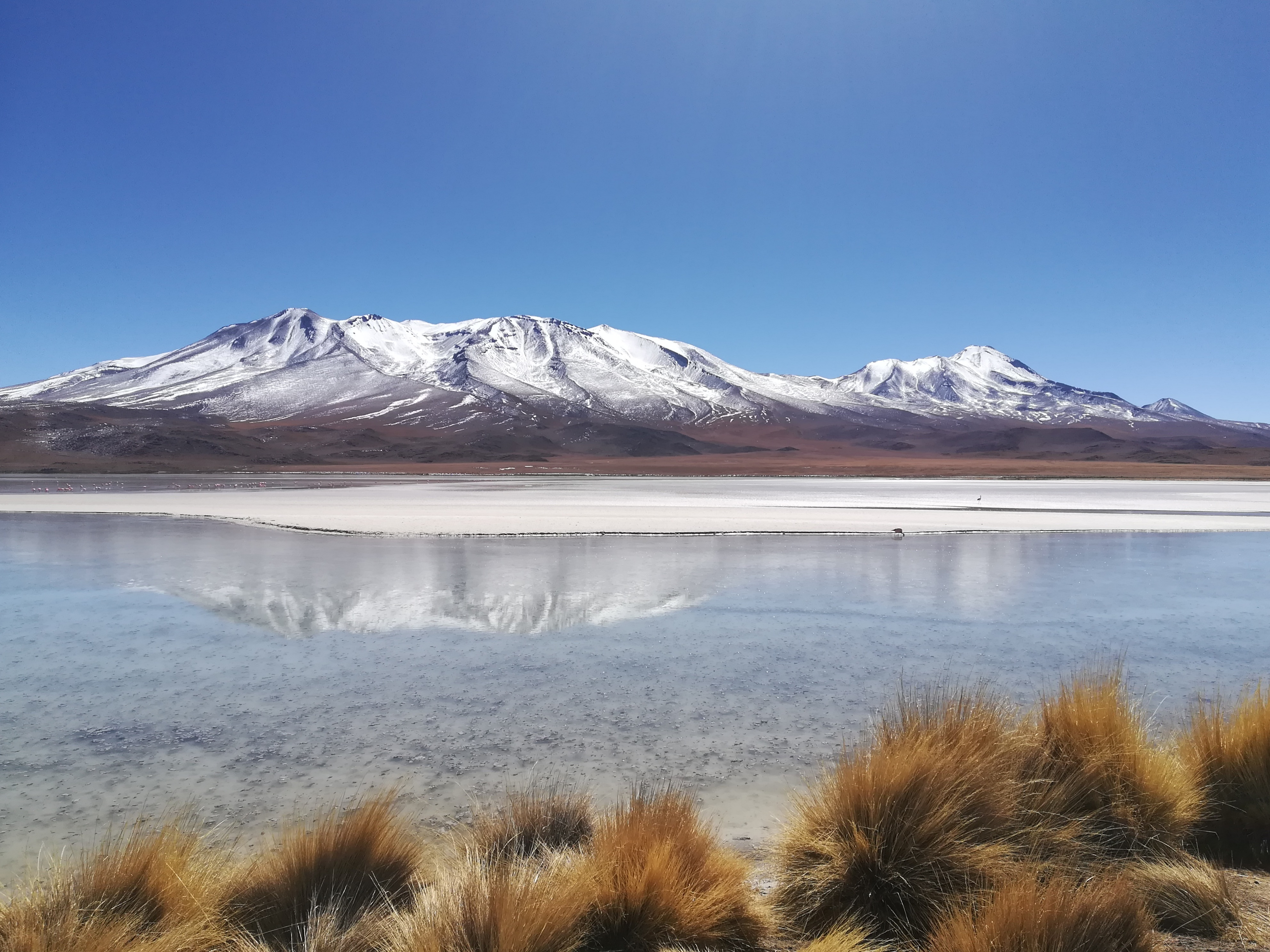
Vista de la Laguna Cañapa

La laguna Cañapa es una laguna de agua salada boliviana ubicada en el departamento de Potosí, cerca de la laguna Hedionda, tiene una superficie de 1,42 kilómetros cuadrados aunque la mayor parte de esta es costra salina.

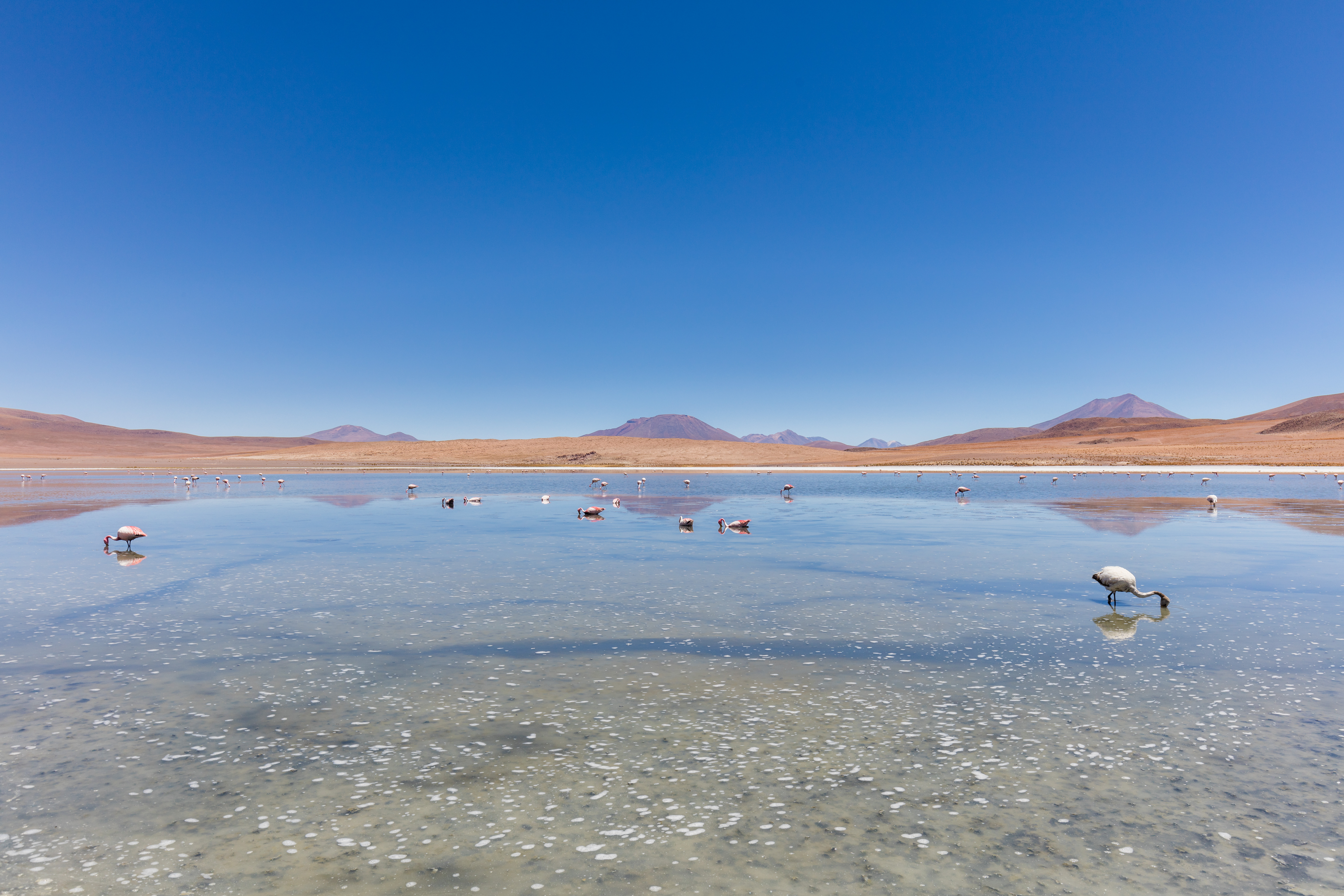
Flamingos andinos en la laguna Cañapa.